# Ratko Janev
Ratko Janev (makedonska:  Ратко Jанев), född 30 mars 1939 i Sveti Vrach i Kungariket Bulgarien, död 31 december 2019 i Belgrad i Serbien, var en jugoslavisk och serbisk atomfysiker och ledamot av Makedoniska vetenskapsakademin.

## Biografi
Ratko Janev föddes den 30 mars 1939 i Sveti Vrach i Bulgarien. Under sin ungdom flyttade han till Jugoslavien, där han tog examen från Skopje High School 1957 och fortsatte sedan vid Belgrads universitet, där han fick en doktorsexamen 1968. Från 1965 var han knuten till Vinča Nuclear Institute. Från 1986 var han avdelningschef för "Atomic and Molecular Data Unit" vid International Atomic Energy Agency i Wien.
1972 blev Janev adjungerad professor i kärnfysik vid University of Skopje och professor i teoretisk fysik vid Belgrads universitet. Mellan 2002 och 2004 arbetade han vid institutionen för Plasmafysik vid Forschungszentrum Jülich i Tyskland.
Janev var medlem i Macedonian Academy of Sciences and Arts(en). 2004 fick han forskningspriset från Alexander von Humboldt Foundation för projektet "Modeling and Diagnostics of Fusion Edge / divertor plasma" för ökad förståelse av kalla gränsskiktplasma i fusionsreaktorer, utförda i samarbete med Forschungszentrum Jülich.